# Football Club Neapolis Frattese 2011-2012
Questa pagina raccoglie le informazioni riguardanti il Football Club Neapolis Frattese nelle competizioni ufficiali della stagione 2011-2012.

## Rosa
| N. |                   | Ruolo | Calciatore             |
| -- | ----------------- | ----- | ---------------------- |
|    | Italia (bandiera) | D     | Giuseppe Allocca       |
|    | Italia (bandiera) | P     | Aniello Ambrosi        |
|    | Italia (bandiera) | A     | Mario Barone           |
|    | Italia (bandiera) | D     | Marco Bianchi          |
|    | Italia (bandiera) | A     | Francesco Bonanno      |
|    | Italia (bandiera) | A     | Gianfranco Caggianelli |
|    | Italia (bandiera) | D     | Lorenzo Cancelli       |
|    | Italia (bandiera) | C     | Alfredo Cariello       |
|    | Italia (bandiera) | A     | Pasquale Carotenuto    |
|    | Italia (bandiera) | A     | Roberto Chiaria        |
|    | Italia (bandiera) | D     | Savino Daleno          |
|    | Italia (bandiera) | A     | Carlo De Falco         |
|    | Italia (bandiera) | P     | Giuseppe Errichiello   |
|    | Italia (bandiera) | D     | Pasquale Esposito      |
|    | Italia (bandiera) | C     | Ciro Foggia            |
|    | Italia (bandiera) | A     | Gaetano Manco          |

| N. |                   | Ruolo | Calciatore                |
| -- | ----------------- | ----- | ------------------------- |
|    | Italia (bandiera) | C     | Giorgio Marinucci Palermo |
|    | Italia (bandiera) | C     | Antonio Monticelli        |
|    | Italia (bandiera) | D     | Andrea Moscardino         |
|    | Italia (bandiera) | C     | Raffaele Moxedano         |
|    | Italia (bandiera) | C     | Alessio Oliva             |
|    | Italia (bandiera) | C     | Carmine Palumbo           |
|    | Italia (bandiera) | A     | Pietro Pastore            |
|    | Italia (bandiera) | A     | Saverio Pellecchia        |
|    | Italia (bandiera) | P     | Simone Pettinari          |
|    | Italia (bandiera) | D     | Giacomo Polverino         |
|    | Italia (bandiera) | D     | Michele Sansone           |
|    | Italia (bandiera) | D     | Emanuele Silvestre        |
|    | Italia (bandiera) | P     | Francesco Sollo           |
|    | Italia (bandiera) | D     | Luigi Terracciano         |
|    | Italia (bandiera) | A     | Vincenzo Varriale         |
|    | Italia (bandiera) | C     | Luigi Volpe               |